# Туна-эль-Гебель
Туна-эль-Гебель (араб. تونة الجبل, копт. ⲑⲱⲛⲓ) — некрополь Гермополя. Это крупнейший известный греко-римский некрополь в Египте, датируемый со времен Нового царства до римского периода и активно используемый в эпоху Птолемеев. Туна-эль-Гебель находится в мухафазе Эль-Минья в Среднем Египте.

## История

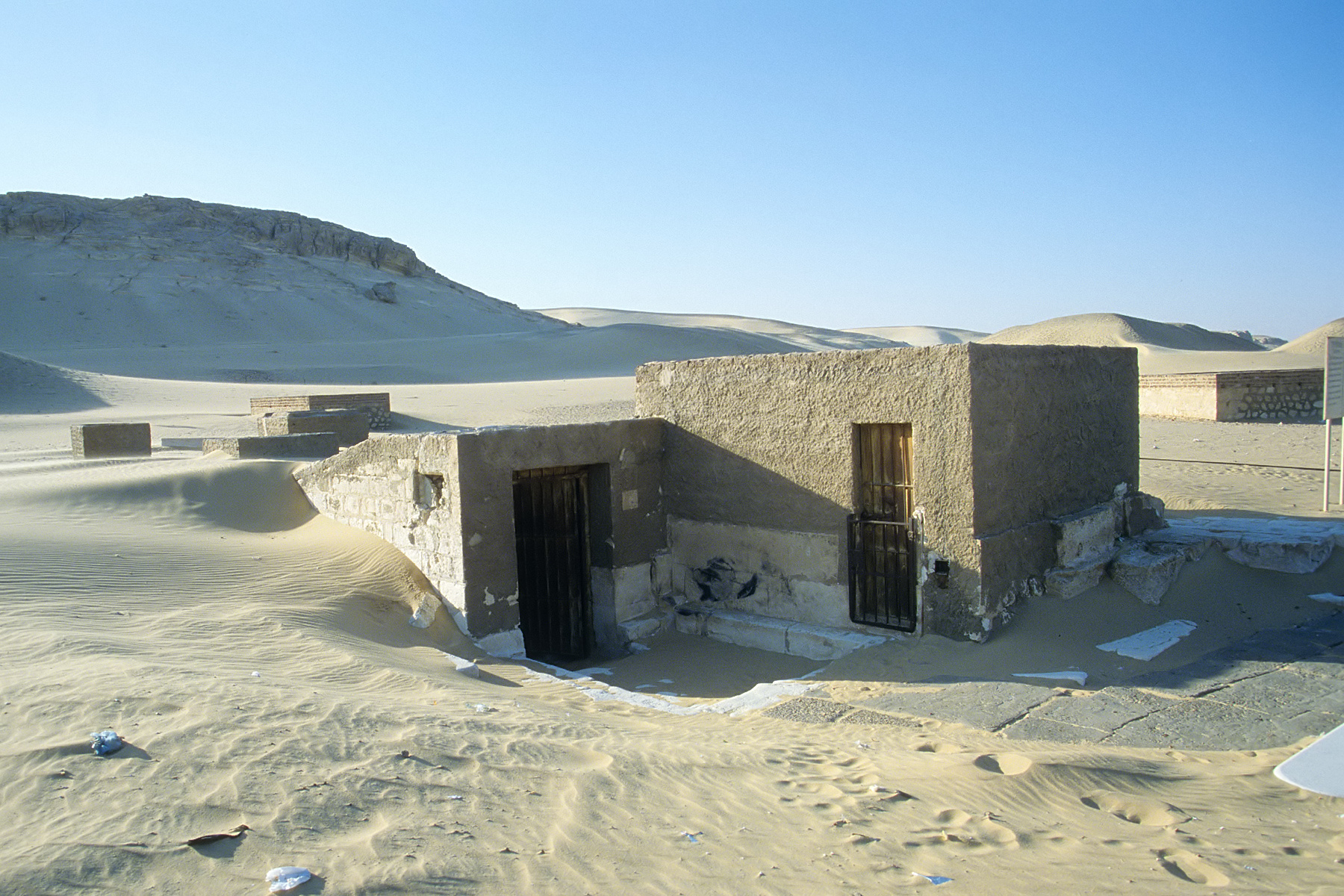
Вход в некрополь животных, Туна-эль-Гебель

Несмотря на то, что большинство гробниц и других сооружений относятся к птолемеевскому и римскому периодам, есть как минимум один храм, датируемый временем правления Аменхотепа III. Возможно, он посвящен Аменхотепу III, Тоту и другим местным богам. Здесь также находится несколько гробниц эпохи Нового царства.
Некрополь в Туна-эль-Гебель в поздний период являлся по большей части кладбищем животных. Наиболее часто захоронения совершались в подземных галереях и представляли собой мумии ибисов и павианов, изображающих Тота, а также всевозможные мумии птиц. Скорее всего, это было следствием близлежащих заповедников или мест разведения животных, а также местного культа Тота.
В эпоху Птолемеев некрополь стал использоваться более активно. Примерно в конце IV века до н. э. два брата и жреца Тота, Петосирис и Джед-тхот-еф-анх построили первые большие гробницы. Петосирис построил свою гробницу в 200 метрах к югу от некрополя животных рядом с храмом Тота. Ранние птолемеевские гробницы строились из больших камней с рельефами и гладкими поверхностями, более поздние каменные гробницы отличались меньшими камнями и намеренно грубыми поверхностями. Хотя каменные гробницы продолжали строить на протяжении всего римского периода, появились и гробницы из глинобитного кирпича. Хотя некоторые ранние гробницы имеют Т-образную форму, большинство из них прямоугольные. Каменные гробницы, как правило, были красивее глинобитных и свидетельствовали о погребении более состоятельного человека.
Помимо более традиционных гробниц, некоторые гробницы состоят из каменных или глинобитных столбов. Они слишком узкие, чтобы в них можно было поместить тело. Во многих из них есть места или ниши для урн, хотя под некоторыми из них могут быть захоронены и тела.

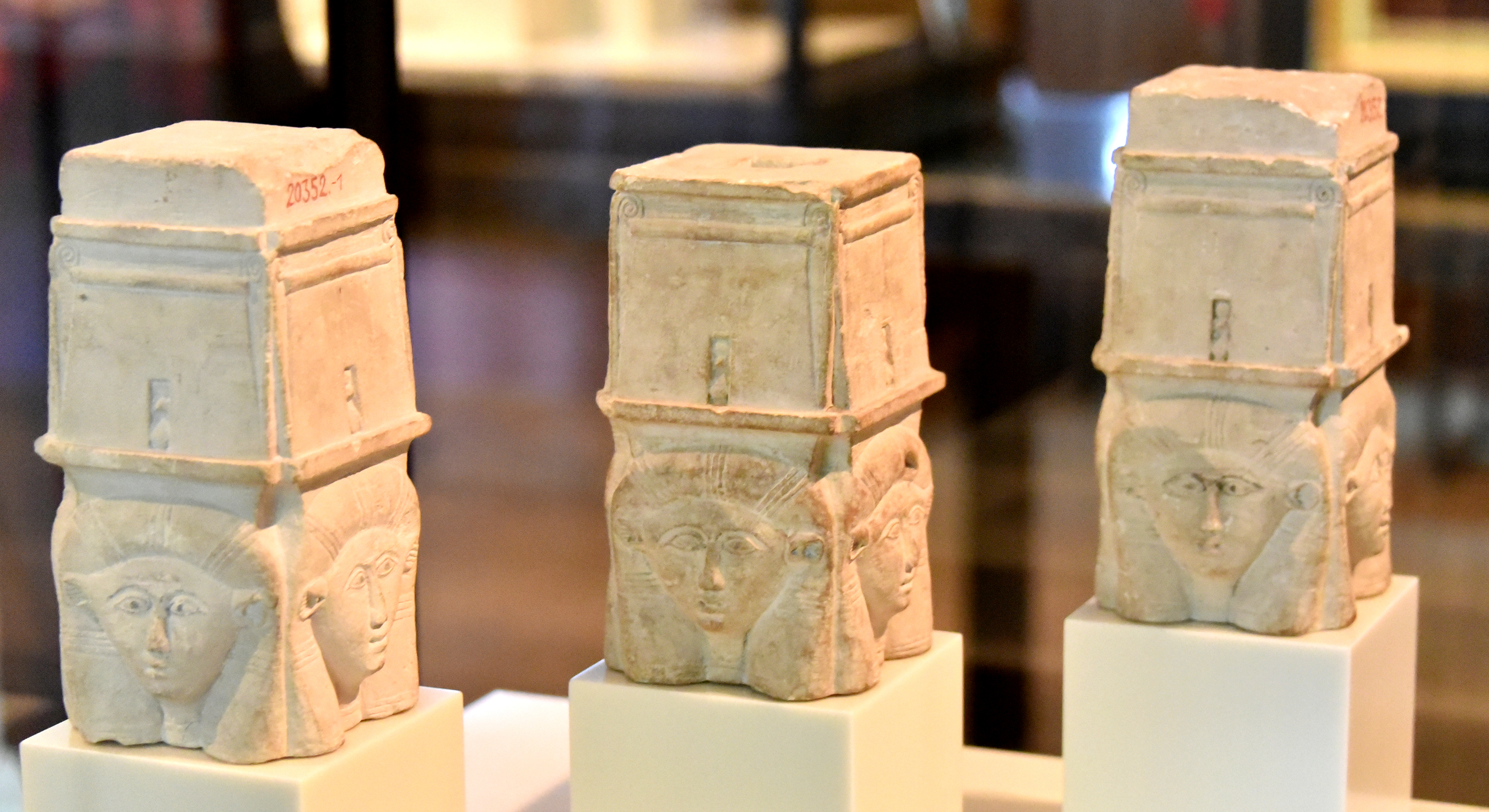
Капители Хатхор с демотическим письмом, период Птолемеев, 323—230 гг. до н. э., вероятно из Туна эль-Гебель. Новый музей, Берлин

Если первые гробницы были дорогими и демонстрировали богатство, то более поздние гробницы были более скромными. В римский период появились гробницы из более дешёвого материала и с несколькими этажами для размещения нескольких человек. Некоторые каменные гробницы даже использовались в качестве братских могил. Вторичное использование каменных гробниц также было распространено, как правило, помещая мумии в уже существующие гробницы или возводя вторые этажи на вершине гробниц. В знаменитой гробнице Петосириса было несколько вторичных захоронений.
Хотя большинство людей, похороненных в Туна-эль-Гебель в римский период, были египетского происхождения, основной стиль захоронений был греческим и со временем становился все более греческим. В ранних захоронениях мумии были спрятаны в подземных галереях, позже мумии лежали на полу, и наконец мумии стали выставлять на всеобщее обозрение. Несмотря на это, даже с течением времени мумификация оставалась чрезвычайно популярной.

## Известные гробницы

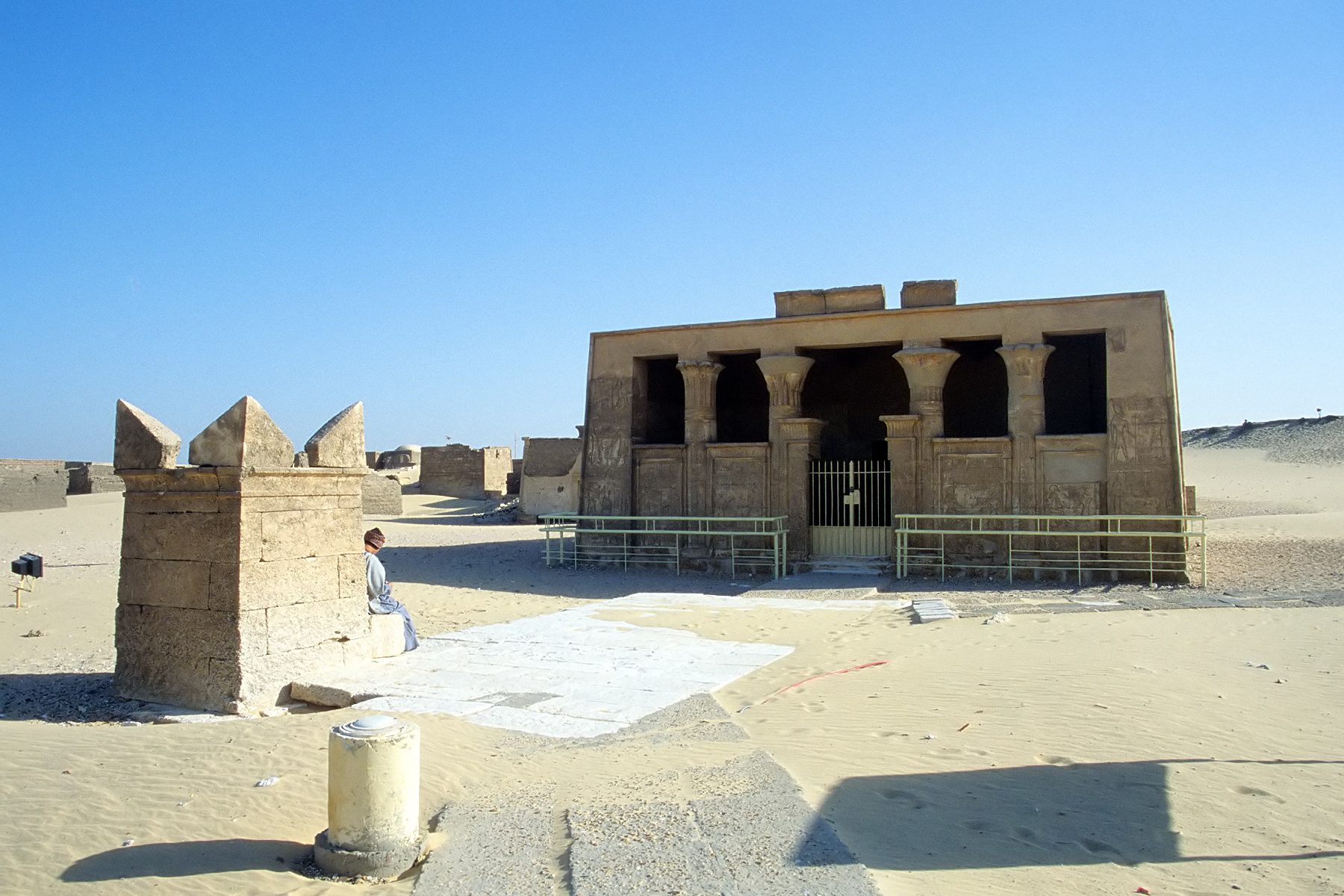
Гробница Петосириса

### Гробница Петосириса
Гробница Петосириса была одной из самых первых полноценных гробниц в некрополе и наиболее искусной. Она была построена из больших каменных блоков и имела высококачественные рельефы, а также подземные галереи. Химический анализ показывает, что в рельефах использовались красные, желтые, черные, синие и зеленые пигменты, иногда комбинированные для создания новых цветов. В течение III и II веков до н. э. гробница Петосириса стала местом паломничества, и многие путешественники оставляли здесь надписи на греческом языке. Однако к концу эпохи Птолемеев гробницу Петосириса стали использовать для хранения других мумий.

### Гробница и часовня Айседоры
Айседора была состоятельной и привлекательной молодой женщиной, жившей в Гермополе во времена правления римского императора Антонина Пия (138—161 гг. н. э.) в Египте. Она влюбилась в молодого солдата из Антинополя (нынешнего шейха Ибады), чего не одобрял ее отец, и двое решили сбежать. К несчастью, Айседора утонула во время переправы через Нил. Ее тело было мумифицировано, а отец, охваченный горем, построил в ее честь изысканную гробницу с поэмой из десяти строк, написанной греческими элегическими двустишиями. Впоследствии около ее гробницы был основан культ. Мумифицированные останки Айседоры до сих пор хранятся в стекле в ее мавзолее — одном из выдающихся зданий в Туна-эль-Гебель.

## Последние открытия
В феврале 2019 года египетские археологи обнаружили на территории Туна-эль-Гебель в Минье пятьдесят мумий, завернутых в льняную ткань, каменные гробы или деревянные саркофаги, датируемые периодом Птолемеевского царства. Двенадцать из могил в четырех погребальных камерах глубиной 9 м принадлежали детям. Один из останков представлял собой частично раскрытый череп, завернутый в лен.
Министр туризма и древностей Египта объявил об обнаружении коллективных могил высокопоставленных чиновников и высших священнослужителей бога Джехути (Тота) в январе 2020 года. Археологическая миссия во главе с Мустафой Вазири сообщила, что их команда раскопала двадцать саркофагов и гробов различных форм и размеров, в том числе пять антропоидных саркофагов из известняка с высеченными на них иероглифами, а также шестнадцать гробниц и пять хорошо сохранившихся деревянных гробов.